# Мятин (Дубенский район)
Мятин (укр. М'ятин) — село в Бокиймовской сельской общине Дубенского района Ровненской области Украины.
До 2020 года входило в Млиновский район.
Население по переписи 2001 года составляло 224 человека. Почтовый индекс — 35161. Телефонный код — 3659. Код КОАТУУ — 5623889404.